# Czarna propaganda
Czarna propaganda – forma propagandy, która ma sprawiać wrażenie, że została stworzona przez tych, których ma zdyskredytować. 

Przykładem takich działań w czasie II wojny światowej były fałszerstwa niemieckich pism urzędowych dokonywane przez polski ruch oporu (Akcja N) czy niemiecka ulotka napisana w języku polskim w czasie powstania warszawskiego z rzekomym „rozkazem” generała Tadeusza Bora-Komorowskiego: 

Polacy, decydujący moment naszej heroicznej walki wymaga od wszystkich niezłomnej wiary w zwycięstwo, ofiarności w imię narodu i dyscypliny wobec kierownictwa. Ogłaszam następujący rozkaz:
Bolszewicy są przed Warszawą. Twierdzą, że są przyjaciółmi narodu polskiego. To potworne kłamstwo. Nasze Kresy, Wilno i Lublin wzywają do zemsty. Wróg bolszewicki spotka się z taką samą bezlitosną walką jak niemiecki okupant. Współpraca z Rosją jest zdradą ojczyzny. Czas powstania polskiego jeszcze nie nadszedł. Rozkazy sowieckich pachołków anuluję. Wydałem rozkaz dowódcy Armii Krajowej, by zdławić wszystkie próby poparcia dla Sowietów. Niemcy uciekają. Do walki z Sowietami! Niech żyje Wolna Polska! „Bór”.